# Erwin Zucker-Schilling
Erwin Zucker-Schilling, Pseudonym Hugo Wiener, (* 24. August 1903 in Wien, Österreich-Ungarn; † 16. August 1985 ebenda) war ein österreichischer Journalist, Publizist und Marxist.

## Leben
Erwin Zucker kam mit seinem Bruder Hugo bereits Anfang der 20er Jahre zum KJVÖ, wo beide bald in den Leitungsorganen tätig waren. Schon früh wirkte er an der Herausgabe von Zeitungen mit. Von den Zeitungen des KJVÖ wechselte er bald in Die Rote Fahne, dem Zentralorgan der KPÖ, dessen Chefredakteur er 1934 werden sollte. Neben seiner Tätigkeit als Redakteur gehörte er auch zu den Mitbegründern der Roten Hilfe in Österreich.
1935 ging er mit dem ZK der KPÖ, in das er kooptiert wurde, in das tschechische Exil. Dort war er auch für die theoretische Zeitung der KPÖ Weg und Ziel zuständig. 1938 mit der Parteiführung nach Paris, wo er die Exilzeitung Nouvelles d´Autriche herausgab. In der Illegalität legte er sich die Pseudonyme Schilling und Hugo Wiener zu. Unter diesen Namen zeichnete er zahlreiche Artikel in der Roten Fahne und in Weg und Ziel. Dem ZK gehörte er bis 1965, dem Politbüro von 1946 bis 1957 an. 1939 ging er über die Türkei nach Moskau, wo er unter anderem an der Installierung und Tätigkeit des „Sender Österreich“ mitwirkte.
Er kehrte schon im Mai 1945 nach Österreich zurück und wurde in der ab August 1945 erscheinenden Österreichischen Volksstimme Chefredakteur. Nach den Oktoberstreiks 1950 wurde er aus der Journalistengewerkschaft ausgeschlossen (bis 1957). Am 17. Parteitag 1957 erfolgte seine Ablösung als Chefredakteur durch Erwin Scharf. Von da an war er der österreichische Vertreter in der Zeitschrift Probleme des Friedens und des Sozialismus in Prag. Ab 1965 war er Chefredakteur des Informationsbulletins.

## Werke
- Er diente seiner Klasse Eine Biographie. Mit Reden und Schriften von Johann Koplenig. Globus, Wien, 1971.
- Wissenswertes über Österreich Erwin Zucker-Schilling. Dietz, Berlin 1958.